# Swartzia
Swartzia, biljni rod iz poodice mahunarki rasprostranjen u tropskoj Americi. Blizu 200 vrsta, retežno drveće rjeđe grmlje. Postoji i nekoliko fosilnih vrsta iz eocena.
Rod je dobio ime u čast švedskog botaničara i taksonoma Olofa Swartza.

## Vrste
1. Swartzia acreana R. S. Cowan
2. Swartzia acutifolia Vogel
3. Swartzia alagoensis R. B. Pinto, Torke & Mansano
4. Swartzia alatosericea Barneby
5. Swartzia alternifoliolata Mansano
6. Swartzia amabale Torke, L. K.Ruíz & Mansano
7. Swartzia amazonica S. Moore
8. Swartzia amplifolia Harms
9. Swartzia amshoffiana R. S. Cowan
10. Swartzia angustifoliola Schery
11. Swartzia anomala R. S. Cowan
12. Swartzia apetala Raddi
13. Swartzia apiculata R. S. Cowan
14. Swartzia aptera DC.
15. Swartzia arborescens (Aubl.) Pittier
16. Swartzia arenophila R. B. Pinto, Torke & Mansano
17. Swartzia argentea Spruce ex Benth.
18. Swartzia arumateuana (R. S. Cowan) Torke & Mansano
19. Swartzia aureosericea R. S. Cowan
20. Swartzia auriculata Poepp.
21. Swartzia aymardii Barneby
22. Swartzia bahiensis R. S. Cowan
23. Swartzia bannia Sandwith
24. Swartzia barnebyana Cuello
25. Swartzia benthamiana Miq.
26. Swartzia bombycina R. S. Cowan
27. Swartzia brachyrhachis Harms
28. Swartzia buntingii R. S. Cowan
29. Swartzia cabrerae R. S. Cowan
30. Swartzia calva R. S. Cowan
31. Swartzia canescens Torke
32. Swartzia capixabensis Mansano
33. Swartzia cardiosperma Spruce ex Benth.
34. Swartzia caribaea Griseb.
35. Swartzia caudata R. S. Cowan
36. Swartzia colombiana (R. S. Cowan) Torke
37. Swartzia conferta Spruce ex Benth.
38. Swartzia coriaceifolia Torke
39. Swartzia corrugata Benth.
40. Swartzia costaricensis (Britton) N. Zamora
41. Swartzia costata (Rusby) R. S. Cowan
42. Swartzia cowanii Steyerm.
43. Swartzia cubensis (Britton & P. Wilson) Standl.
44. Swartzia cupavenensis R. S. Cowan
45. Swartzia curranii R. S. Cowan
46. Swartzia cuspidata Spruce ex Benth.
47. Swartzia davisii Sandwith
48. Swartzia decidua Torke & Á. J.Pérez
49. Swartzia dipetala Willd. ex Vogel
50. Swartzia discocarpa Ducke
51. Swartzia duckei Huber
52. Swartzia emarginata (Ducke) Torke
53. Swartzia eriocarpa Benth.
54. Swartzia euxylophora Rizzini & A. Mattos
55. Swartzia fanshawei R. S. Cowan
56. Swartzia fimbriata Ducke
57. Swartzia flaemingii Raddi
58. Swartzia floribunda Spruce ex Benth.
59. Swartzia foliolosa R. S. Cowan
60. Swartzia fraterna R. S. Cowan
61. Swartzia froesii R. S. Cowan
62. Swartzia gigantea R. S. Cowan
63. Swartzia glabrata (R. S. Cowan) Torke
64. Swartzia glazioviana (Taub.) Glaz.
65. Swartzia gracilis Pipoly & Rudas
66. Swartzia grandifolia Bong. ex Benth.
67. Swartzia guatemalensis (Donn. Sm.) Pittier
68. Swartzia guianensis (Aubl.) Urb.
69. Swartzia haughtii R. S. Cowan
70. Swartzia hilairiana Mansano & Torke
71. Swartzia hostmannii Benth.
72. Swartzia huallagae D. R.Simpson
73. Swartzia humboldtiana Cuello
74. Swartzia ingens Barneby
75. Swartzia ingifolia Ducke
76. Swartzia iniridensis R. S. Cowan
77. Swartzia invenusta Barneby
78. Swartzia jenmanii Sandwith
79. Swartzia jimenezii R. S. Cowan
80. Swartzia jorori Harms
81. Swartzia juruana Torke
82. Swartzia kaieteurensis (R. S. Cowan) Torke
83. Swartzia katawa R. S. Cowan
84. Swartzia klugii (R. S. Cowan) Torke
85. Swartzia krukovii R. S. Cowan
86. Swartzia kuhlmannii Hoehne
87. Swartzia laevicarpa Amshoff
88. Swartzia lamellata Ducke
89. Swartzia lanata Torke & Mansano
90. Swartzia langsdorffii Raddi
91. Swartzia latifolia Benth.
92. Swartzia laurifolia Benth.
93. Swartzia laxiflora Bong. ex Benth.
94. Swartzia leblondii R. S. Cowan
95. Swartzia leiocalycina Benth.
96. Swartzia leiogyne (Sandwith) R. S. Cowan
97. Swartzia leptopetala Benth.
98. Swartzia linharensis Mansano
99. Swartzia littlei R. S. Cowan
100. Swartzia longicarpa Amshoff
101. Swartzia longipedicellata Sandwith
102. Swartzia longistipitata Ducke
103. Swartzia lucida R. S. Cowan
104. Swartzia macrocarpa Spruce ex Benth.
105. Swartzia macrophylla Willd. ex Vogel
106. Swartzia macrosema Harms
107. Swartzia macrostachya Benth.
108. Swartzia magdalenae Britton & Killip
109. Swartzia maguirei R. S. Cowan
110. Swartzia manausensis Torke
111. Swartzia mangabalensis R. S. Cowan
112. Swartzia maquenqueana N. Zamora & D. Solano
113. Swartzia martii Eichler
114. Swartzia mayana Lundell
115. Swartzia mexicana M. Sousa & R. Grether
116. Swartzia micrantha R. S. Cowan
117. Swartzia microcarpa Spruce ex Benth.
118. Swartzia monachiana R. S. Cowan
119. Swartzia mucronifera R. S. Cowan
120. Swartzia multijuga Vogel
121. Swartzia mutisii Britton & Killip
122. Swartzia myrtifolia Sm.
123. Swartzia nuda Schery
124. Swartzia oblanceolata Sandwith
125. Swartzia oblata R. S. Cowan
126. Swartzia obscura Huber
127. Swartzia oedipus Barneby
128. Swartzia oraria R. S. Cowan
129. Swartzia oriximinaensis R. S. Cowan
130. Swartzia oscarpintoana Pipoly & Rudas
131. Swartzia pachyphylla Harms
132. Swartzia palustris Barneby
133. Swartzia panacoco (Aubl.) R. S. Cowan
134. Swartzia panamensis Benth.
135. Swartzia parvifolia Schery
136. Swartzia parvipetala (R. S. Cowan) Mansano
137. Swartzia pendula Spruce ex Benth.
138. Swartzia pernitida R. S. Cowan
139. Swartzia peruviana (R. S. Cowan) Torke
140. Swartzia phaneroptera Standl.
141. Swartzia piarensis R. S. Cowan
142. Swartzia pickelii Killip
143. Swartzia picramnioides Standl. & L. O.Williams ex Torke & N. Zamora
144. Swartzia picta Spruce ex Benth.
145. Swartzia pilulifera Benth.
146. Swartzia pinheiroana R. S. Cowan
147. Swartzia pinnata (Vahl) Willd.
148. Swartzia pittieri Schery
149. Swartzia polita (R. S. Cowan) Torke
150. Swartzia polyphylla DC.
151. Swartzia prancei Torke & Mansano
152. Swartzia prolata R. S. Cowan
153. Swartzia psilonema Harms
154. Swartzia racemosa Benth.
155. Swartzia radiale Torke, L. K.Ruíz & Mansano
156. Swartzia ramiflora Torke
157. Swartzia recurva Poepp.
158. Swartzia rediviva R. S. Cowan
159. Swartzia remigera Amshoff
160. Swartzia reticulata Ducke
161. Swartzia revoluta R. B. Pinto, Torke & Mansano
162. Swartzia riedelii R. S. Cowan
163. Swartzia robiniifolia Willd. ex Vogel
164. Swartzia rondoniensis Torke & Mansano
165. Swartzia roraimae Sandwith
166. Swartzia rosea Ožujak. ex Benth.
167. Swartzia rugosa Torke & Mansano
168. Swartzia santanderensis R. S. Cowan
169. Swartzia schomburgkii Benth.
170. Swartzia schultesii R. S. Cowan
171. Swartzia schunkei R. S. Cowan
172. Swartzia sericea Vogel
173. Swartzia simplex (Sw.) Spreng.
174. Swartzia sprucei Benth.
175. Swartzia steyermarkii R. S. Cowan
176. Swartzia stipellata R. S. Cowan
177. Swartzia submarginata (Benth.) Mansano
178. Swartzia submontana R. B. Pinto, Torke & Mansano
179. Swartzia sumorum Ant. Molina
180. Swartzia tessmannii Harms
181. Swartzia thomasii R. B. Pinto, Torke & Mansano
182. Swartzia tillettii R. S. Cowan
183. Swartzia tomentifera (Ducke) Ducke
184. Swartzia trianae Benth.
185. Swartzia trimorphica Mansano & A. L.Souza
186. Swartzia trinitensis Urb.
187. Swartzia triptera Barneby
188. Swartzia ulei Harms
189. Swartzia vaupesiana R. S. Cowan
190. Swartzia velutina Spruce ex Benth.
191. Swartzia versicolor Torke, L. K.Ruíz & Mansano
192. Swartzia wurdackii R. S. Cowan
193. Swartzia xanthopetala Sandwith
194. Swartzia yasuniensis Torke & Á. J.Pérez
195. Swartzia zeledonensis Torke & N. Zamora